# أولاد علي (الجزائر)
أولاد علي (أولاد علي بن عثمان حسب الجريدة الرسمية للجزائر)
```
هي 
قرية
 تقع شمال 
ولاية سطيف
، وتبعد القرية قرابة 78 
كم
 عن عاصمة ولاية سطيف، 
مركز بلدية
 
[الإنجليزية]
 
ذراع قبيلة
 عدد سكانها 24000 نسمة
[
بحاجة لمصدر
]
.
```